# Numa Droz

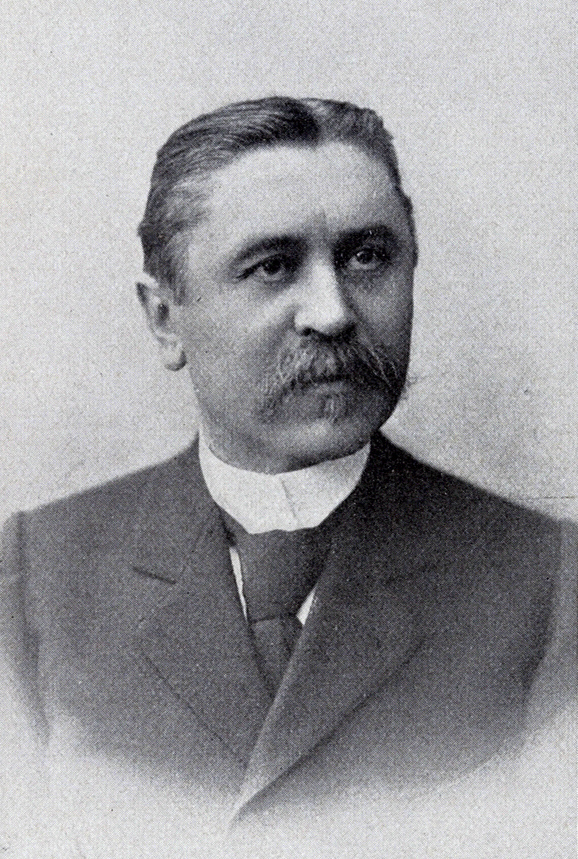
Numa Droz

Numa Droz, född 27 januari 1844, död 15 december 1899, var en schweizisk politiker och författare.
Droz var ursprungligen läkare och journalist. Han blev medlem av kantonförsamlingen i Neuchâtel 1869, av kantonregeringen 1871, och var medlem av ständerrådet 1872-1876, från 1875 som dess ordförande. Droz var även medlem av ständerrådet 1876-1892 och 1881 samt 1887 förbundspresident. Bland Droz skrifter märks L'instruction civique (1884), Essais économiques (1895) och La démocratie féderative et le socialsme d'état (1896). I sin politik drev han kantonernas särrättigheter.